# 1778 en science
| Années de la science : 1775 - 1776 - 1777 - 1778 - 1779 - 1780 - 1781    |
| Décennies de la science : 1740 - 1750 - 1760 - 1770 - 1780 - 1790 - 1800 |

Cet article présente les faits marquants de l'année 1778 en science.

## Événements
- 18 janvier : James Cook découvre certaines des îles Sandwich, aujourd’hui îles d’Hawaii, et en effectue le relevé[1]. Les marins de James Cook sont les premiers Européens à observer la pratique du surf à Hawaii[2].
- 27 janvier : Joseph Bramah dépose une brevet des premières toilettes à chasse d'eau à Londres[3].

Toile de John Webber représentant une chasse aux morses par les marins du troisième voyage de Cook le 19 août au 71e parallèle nord.

- 7 mars : lors de son troisième voyage, James Cook atteint la côte du continent nord-américain au large de l’actuel Oregon. Il cherche en vain le passage du Nord-Ouest. Il longe cependant la côte jusqu’en Alaska, s’engage dans ce qui est appelé aujourd’hui le détroit de Cook, puis poursuit sa route vers le nord, remonte jusqu’au détroit de Béring qu’il franchit avant d’être contraint de faire demi-tour face à la banquise de la calotte glaciaire (18 août)[4]. Il remet alors le cap vers les îles Sandwich, où il est contraint d’hiverner. Les rapports avec les Hawaiiens se dégradent peu à peu : victime du vol d’une chaloupe, Cook veut récupérer son bien et il est poignardé au cours d’un bref affrontement avec les habitants de l’île (14 février 1779).
- Mai : le médecin autrichien Franz Anton Mesmer ouvre à Créteil un cabinet de traitement des patients par le magnétisme[5].

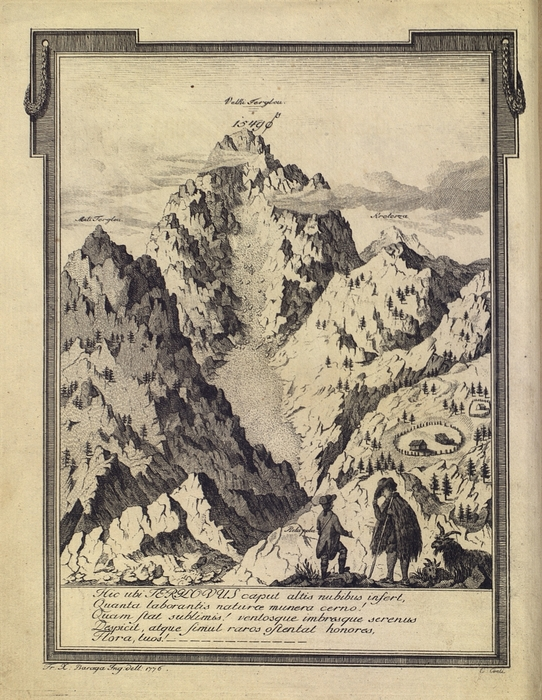
La plus ancienne représentation connue du Triglav. En couverture de Oryctographia Carniolica de Belsazar Hacquet, 1778.

- 26 août : première ascension du Triglav en Slovénie[6].
- 13 octobre : discours de Petrus Camper sur l'analogie qu'il y a entre la structure du corps humain et celle des quadrupèdes, des oiseaux et des poissons, etc. lu à l’académie de dessin d'Amsterdam[7], un des premiers ouvrage d'anatomie comparée.

- Découverte du molybdène par Carl Wilhelm Scheele[8].
- Samuel Thomas von Sömmering présente la classification des douze paires de nerfs crâniens dans sa thèse de doctorat à l'Université de Göttingen, classification qui est encore enseignée[9].
- frères Hans Ulrich et Johannes Grubenmann construisent le pont de Wettingen, sur le Limmat, à Wettingen, d'une travée de 61 m d'envergure[10] et qui serait la première utilisation d'une véritable arche pour un pont en bois.

## Publications
- Buffon : les Époques de la nature. Il adopte l’idée de l’évolution des espèces et de la disparition de certaines. il publie sa rétractation en novembre 1779 face aux pressions de la Sorbonne[11].
- Louis Lépecq de La Clôture : Collection d'observations sur les maladies et constitutions épidémiques, ouvrage qui expose une suite de quinze années d'observations.
- Johan Christian Fabricius, Philosophia Entomologica, Hambourg.
- John Hunter : The Natural History of the Human Teeth (Histoire naturelle des dents humaines).
- Lamarck : Flore française, en trois volumes.
- Antoine Lavoisier : Considérations générales sur la nature des acides et sur les principes dont ils sont composés. Il redécouvre et donne à l'oxygène son nom actuel, et reconnait son rôle important dans la combustion[12].
- Jean-Baptiste Moheau : Recherches et considérations sur la population de la France. Il est considéré comme un des pionniers de la démographie, en l'occurrence à caractère populationniste.
- James Rennell : A Memoir of the Agulhas Current (mémoire sur le courant des Aiguilles), la première publication en océanographie[13].
- Samuel-Auguste Tissot : Traité des nerfs et de leurs maladies, Paris et Lausanne, 3 tomes en 6 parties publiées de 1778 à 1783.

## Prix
- Médailles de la Royal Society
  - Médaille Copley : Charles Hutton, (1737-1823), pour un article sur la force explosive de la poudre à canon et la vélocité initiale des boulets.
- Joseph-Louis Lagrange reçoit le prix de l'Académie des sciences  pour son traité : Recherches sur la théorie des perturbations que les comètes peuvent éprouver par l'action des Planètes[14].

## Naissances

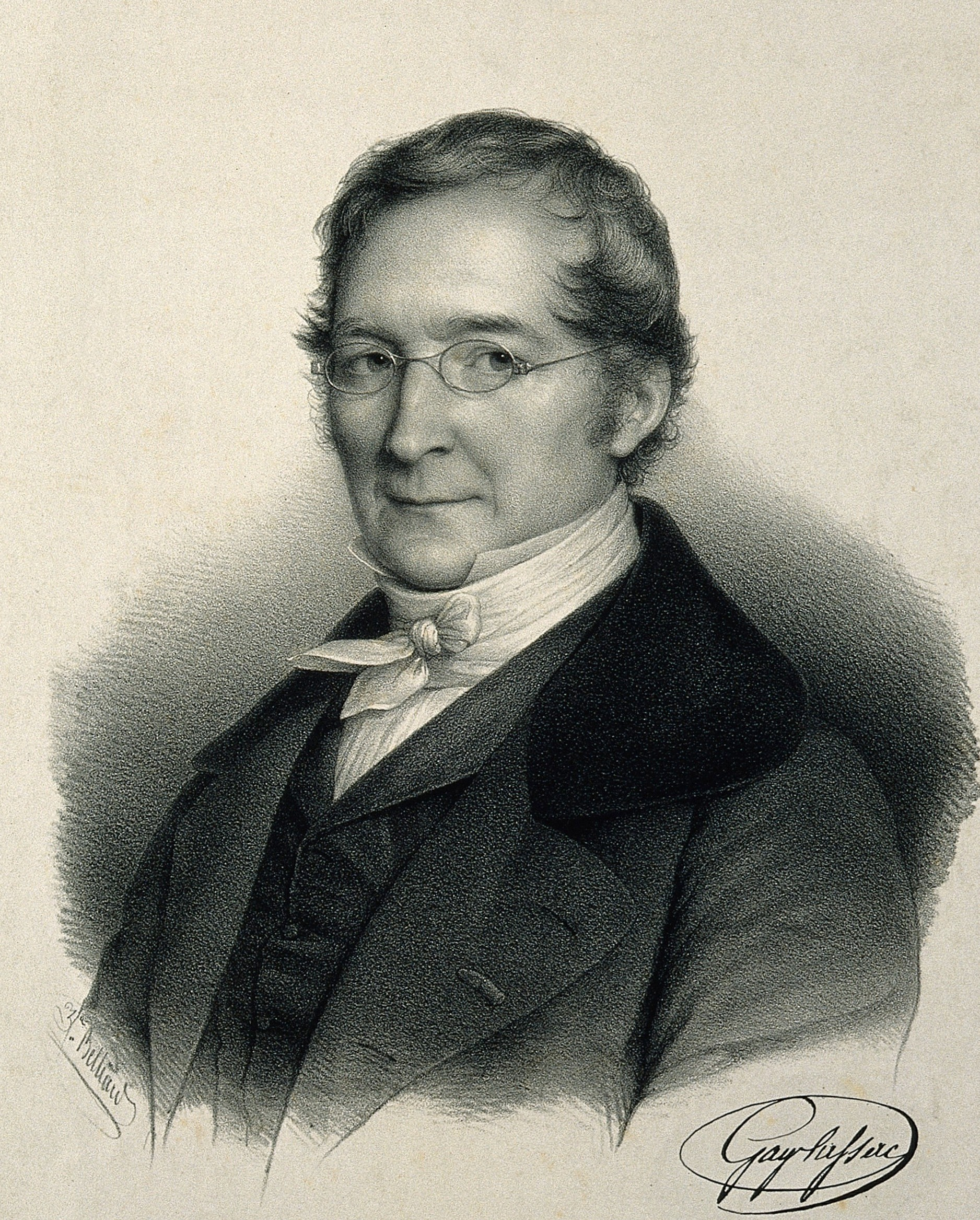
Louis Joseph Gay-Lussac

- 1er janvier : Charles Alexandre Lesueur (mort en 1846), naturaliste, artiste et explorateur français.
- 16 janvier : Jean-Siméon Champy (mort en 1845), chimiste français.
- 4 février : Augustin Pyrame de Candolle (mort en 1841), botaniste suisse.
- 19 mars : Alexandre Moreau de Jonnès (mort en 1870), aventurier, militaire et haut fonctionnaire français, chargé de la Statistique générale de France.
- 31 mars : Coenraad Jacob Temminck (mort en 1858), zoologiste néerlandais.
- 6 juillet : Jean-Baptiste Bory de Saint-Vincent (mort en 1846), officier, naturaliste et géographe français.
- 1er août : John Collins Warren (mort en 1856), chirurgien américain.
- 21 septembre : François Alluaud (mort en 1866), homme politique, archéologue et géologue autodidacte français.
- 22 octobre : Jacques-Antoine Delpon (mort en 1833), homme de lettres et archéologue français.
- 15 novembre : Giovanni Battista Belzoni (mort en 1823), explorateur italien.
- 5 décembre : Jacques-Joseph Champollion (mort en 1867), archéologue français.
- 6 décembre : Louis Joseph Gay-Lussac (mort en 1850), chimiste et physicien français.
- 17 décembre : Humphry Davy (mort en 1829), physicien et chimiste britannique.

- Louis-Joseph-Philippe Ballois (mort en 1803), journaliste et statisticien français.
- Jérôme Isaac Méchain (mort en 1851), astronome français.

## Décès

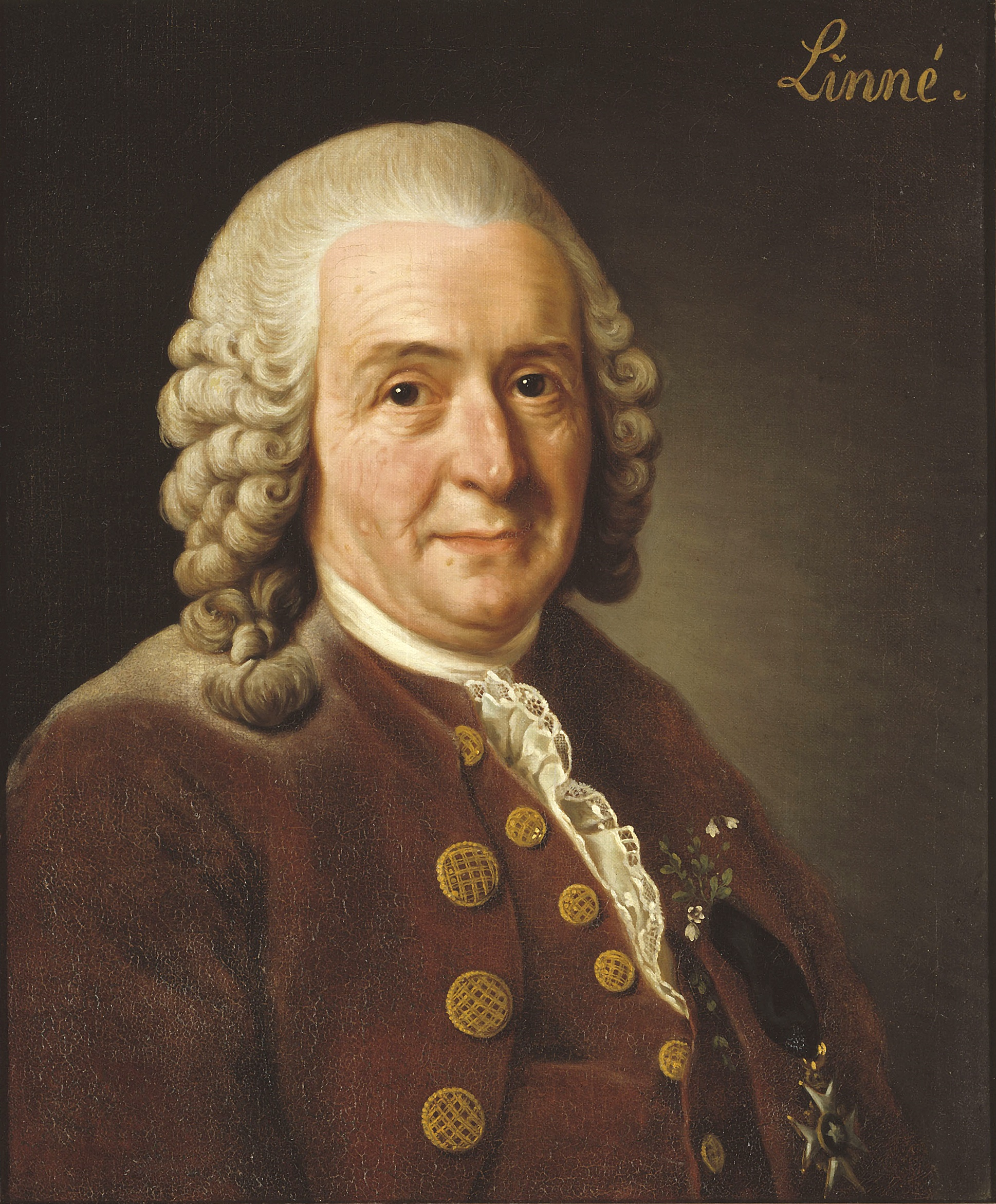
Carl von Linné

- 3 janvier : Paul-Jacques Malouin (né en 1701), médecin et chimiste français.
- 10 janvier : Carl von Linné (né en 1707), naturaliste suédois.
- 20 février : Laura Bassi (née en 1711), mathématicienne et physicienne italienne.
- 5 avril : Dominique-François Rivard (né en 1697), mathématicien et philosophe lorrain, puis français.
- 22 avril : James Hargreaves (né en 1720), inventeur anglais.
- 20 mai : Charles de Geer (né en 1720), biologiste et homme politique suédois.
- 27 juin : Friedrich Wilhelm Martini (né en 1729), médecin et naturaliste allemand.
- 20 novembre : Francesco Cetti (né en 1726), jésuite, zoologiste et mathématicien italien.
- 3 décembre : Göran Rothman (né en 1739), botaniste suédois.